# Úžice (Kutná Hora)
Úžice è un comune della Repubblica Ceca facente parte del distretto di Kutná Hora, in Boemia Centrale.
È una delle città dove si svolgono gli eventi del celebre videogioco Kingdom Come: Deliverance.